# Кистон (Западна Вирџинија)
Кистон (енгл. Keystone) град је у америчкој савезној држави Западна Вирџинија.

## Демографија
По попису из 2010. године број становника је 282, што је 171 (-37,7%) становника мање него 2000. године.
| Група             | 2000.       | 2010.       |
| Белци             | 111 (24,5%) | 96 (34,0%)  |
| Афроамериканци    | 330 (72,8%) | 184 (65,2%) |
| Азијати           | 0 (0,0%)    | 1 (0,4%)    |
| Хиспаноамериканци | 1 (0,2%)    | 2 (0,7%)    |
| Укупно            | 453         | 282         |